# NXT No Mercy
NXT No Mercy es un evento de lucha libre profesional producido por la promoción de lucha libre profesional estadounidense WWE para su marca de desarrollo, NXT. El evento se considera una continuación de WWF/WWE No Mercy, un evento de pago por visión que la empresa celebró de 1999 a 2008 y de 2016 a 2017. Desde 2023, el evento se transmite exclusivamente a través de las plataformas de transmisión en vivo de WWE, incluido Peacock en los Estados Unidos y WWE Network en la mayoría de los demás países.

## Ediciones

### 2023
Durante una conferencia telefónica realizada por Shawn Michaels, el 27 de julio de 2023, la WWE anunció el regreso de No Mercy para la marca de desarrollo NXT, a celebrarse el 30 de septiembre de 2023 desde el Mechanics Bank Arena en Bakersfield, California. Fue el primer evento de No Mercy desde 2017 y el primer evento en vivo y evento de No Mercy bajo la entidad TKO, donde WWE forma parte junto a UFC desde que se fusionaron el 12 de septiembre de 2023.

#### Resultados
- Kick-Off: Blair Davenport derrotó a Kelani Jordan (6:39).[2]
  - Davenport cubrió a Jordan después de un «Falcon Arrow».
  - Después de la lucha, Gigi Dolin atacó a Davenport.
- Baron Corbin derrotó a Bron Breakker (9:17).
  - Corbin cubrió a Breakker después de un «End of Days».
  - Durante la lucha, Mr. Stone interfirio a favor de Corbin.
- Trick Williams derrotó a Dominik Mysterio (con Dragon Lee como árbitro especial invitado) y ganó el Campeonato Norteamericano de NXT (9:28).
  - Williams cubrió a Mysterio después de  un «Running Knee».
  - Durante la lucha, Mysterio atacó a Lee.
  - Originalmente Mustafa Ali iba a participar en la lucha, pero fue reemplazado por Williams debido a la liberación de su contrato.
- The Family (Tony D'Angelo & Channing "Stacks" Lorenzo) derrotó a The Creed Brothers (Julius Creed & Brutus Creed) (con Ivy Nile), OTM (Bronco Nima & Lucien Price) (con Scrypts) y Los Lotharios (Angel Garza & Humberto Carrillo) y retuvo el Campeonato en Parejas de NXT (12:06).
  - D'Angelo cubrió a Price después de un «Bada-Boom, Bada-Bing».
  - Durante la lucha, D'Angelo sufrió una lesión (kayfabe), pero regresó más tarde a la lucha.
- Noam Dar (con Oro Mensah, Jakara Jackson & Lash Legend) derrotó a Butch (con Tyler Bate) y retuvo la Copa Heritage de NXT (15:53).[3]
  - Dar ganó la lucha con un resultado de 2-1 en el Round 6.
    - Dar cubrió a Butch después de un «Nova Roller»  (Round 2, 1-0).
    - Butch cubrió a Dar después de un «Bitter End» (Round 3, 1-1).
    - Dar cubrió a Butch después de un «All the Best for the Bells» de Joe Coffey (Round 6, 2-1).

  - Durante la lucha, The Meta-Four y Gallus (Joe Coffey, Mark Coffey & Wolfgang) interfirieron a favor de Dar, mientras que Bate lo hizo a favor de Butch.
- Ilja Dragunov derrotó a Carmelo Hayes y ganó el Campeonato de NXT (21:14).
  - Dragunov cubrió a Hayes después de un «Final Blow» desde la segunda cuerda.
  - Después de la lucha, ambos se dieron la mano en señal de respeto.
- Becky Lynch derrotó a Tiffany Stratton en un Extreme Rules Match y retuvo el Campeonato Femenino de NXT (20:19).
  - Lynch cubrió a Stratton después de un «Manhandle Slam» sobre unas sillas.

### 2024
NXT No Mercy 2024 tuvo lugar el 1 de septiembre del 2024 en el Ball Arena de Denver, Colorado. Fue la segunda edición de No Mercy bajo la marca de NXT.

#### Resultados
- Axiom & Nathan Frazer derrotaron a Chase University (Andre Chase & Ridge Holland) (con Duke Hudson, Riley Osborne & Thea Hail) y ganaron el Campeonato en Parejas de NXT (13:33).[4]
  - Frazer cubrió a Chase después de un «Phoenix Splash».
  - Después de la lucha, Holland traicionó y atacó a Chase, Hudson y Osborne.
- Zachary Wentz derrotó a Wes Lee (13:37).[5][6]
  - Wentz cubrió a Lee después de un «UFO Cutter».
  - Durante la lucha, Trey Miguel interfirió a favor de Wentz.
  - El Campeonato de la División X de TNA de Wentz no estuvo en juego.
- Kelani Jordan derrotó a Wendy Choo y retuvo el Campeonato Norteamericano Femenino de NXT (13:19).[7][8]
  - Jordan cubrió a Choo después de un «Split-legged Moonsault».
  - Después de la lucha, Tatum Paxley atacó a Choo.
- Oba Femi derrotó a Tony D'Angelo (con Luca Crusifino, Channing «Stacks» Lorenzo & Adriana Rizzo) y retuvo el Campeonato Norteamericano de NXT (13:47).[9]
  - Femi cubrió a D'Angelo después de un «Sitout Powerbomb».
- Roxanne Perez derrotó a Jaida Parker y retuvo el Campeonato Femenino de NXT (14:50).[10][11]
  - Pérez cubrió a Parker después de un «Pop Rocks».
  - Después de la lucha, Giulia hizo su debut en NXT y confrontó a Pérez.
- Ethan Page derrotó a Joe Hendry (con Trick Williams como árbitro especial invitado) y retuvo el Campeonato de NXT (15:08).[12][13]
  - Page cubrió a Hendry después de un «Low Blow» seguido de un «Ego's Edge».
  - Después de la lucha, Pete Dunne atacó a Williams.